# Allobates myersi
Allobates myersi är en groddjursart som först beskrevs av William F. Pyburn 1981.  Allobates myersi ingår i släktet Allobates och familjen Aromobatidae. IUCN kategoriserar arten globalt som livskraftig. Inga underarter finns listade i Catalogue of Life.